# The Chronicle of Higher Education
The Chronicle of Higher Education è un periodico statunitense in lingua inglese, che viene pubblicato sia mezzo stampa che online. Esso presenta notizie e offerte di lavoro per i professori e il personale amministrativo delle scuole secondarie e delle università americane. Alcuni articoli sono consultabili esclusivamente per gli utenti abbonati.
L'edizione online è aggiornata quotidianamente, mentre quella a stampa esce a cadenza settimanale, ad eccezione delle settimane alterne di maggio, giugno, luglio e agosto e delle ultime tre settimane di dicembre. La versione cartacea contiene una sezione A per le notizie e una sezione B per gli annunci di lavoro, oltre al supplemento di arte e idee The Chronicle Review.
La sede è a Washington. Sempre il gruppo The Chronicle of Higher Education Inc. pubblica anche The Chronicle of Philanthropy, dedicato al mondo della filantropia e del Terzo Settore; il The Chronicle Guide to Grants per l'accesso ai contributi e alle donazioni da parte di società e fondazioni; il portale web Arts & Letters Daily.

## Storia
Nel 1949, Corbin Gwaltney divenne responsabile della rivista degli ex studenti della Johns Hopkins University, che aveva contribuito a fondare.
Il 4 ottobre 1957, giorno del lancio dello Sputnik, diede vita al supplemento Moonshooter pubblicato congiuntamente dagli editori delle riviste di varie altre università e college. Il progetto fu finanziato da ogni rivista col 60% del ricavato della vendita di uno dei loro numeri. Nel 1958, uscì il primo numero di  Moonshooter Report, lungo 32 pagine e intitolato American Higher Education, 1958, che fu venduto in 1.35 milioni di copie distribuite in quindici centri fra college e atenei. Tre anni più tardi, la tiratura del supplemento aveva superato tre milioni di unità.
Nel 1959, Gwaltney lasciò lo staff del Johns Hopkins Magazine per diventare il primo collaboratore a tempo pieno del nuovo Editorial Projects for Education (EPE, in seguito ribattezzato Editorial Projects in Education). La sede operativa fu inizialmente collocata nel suo appartamento privato di Baltimora, per essere poi trasferita nei locali del campus della Johns Hopkins.
Dopo una serie di incontri preliminari con altri membri dell'EPE, nel novembre del 1966 fu dato alle stampe il primo numero del The Chronicle of Higher Education.
Pur avendo un taglio settoriale rivolto agli attori del mondo dell'istruzione superiore, una delle prime ambizioni fu quella di fornrie un servizio di informazione aperto alla società civile esterna che era prssoché all'oscuro della vita delle istituzioni scolastiche americane.

In un primo periodo, la rivista fu priva di pubblicità e dei commenti dei redattori, finanziata in larga misura dalla Carnegie Foundation e dalla Ford Foundation. Il periodico riuscì a rendersi economicamente indipendente quando iniziò a pubblicare una certa dose di pubblicità mirata, in particolare costituita da annunci di lavoro relativi al settore dell'istruzione.
Nei primi anni '70, la raccolta pubblicitaria si consolidò ad un livello che rese possibile la sostenibilità economica delle attività del periodico. Nel '78, il consorzio EPE accettò di vendere la rivista ai suoi redattori, al prezzo di due milioni di dollari pagati in contanti, oltre ad ulteriori 500.000 in servizi editoriali.
L'azienda si trasformò da un'organizzazione senza scopo di lucro in una scoeità con scopo di lucro, focalizzata sull'istruzione K-12, comprendente le classi di bambini fino ai dodici anni di età. Nel settembre del 1981, il consorzio EPE fondò il settimanale Education Week, grazie al supporto della Carnegie Corporation e di altri gruppi filantropici.
Nel '93, fu uno dei primi giornali statunitensi ad essere lanciati su Internet attraverso il protocollo di rete Gopher. Dueci anni più tardi, arrivò ad una raccolta di 33 milioni di dollari e a ricavi da vendite pari a 7 milioni.

## Premi e riconoscimenti
- 2005: National Magazine Award nella categoria dei reportage per due servizi sulla fabbrica di titoli e sul plagio d'autore. Negli anni dal 2011 al 2005, si posizionò ininterrottamente fra i finalisti della categoria eccellenza generale[12];
- 2005: Premio Pulitzer per il miglior giornalismo di critica al reporter Carlin Romano[13];
- 2007: il premio alla stampa indipendente assegnato dalla rivista Utne Reader per la copertura dell'informazione politica.[14] I finalisti dell'edizione furono: The New Republic, The Nation, Reason e The American Prospect. Nelle motivazioni del premio, la rivista fu descritta come un luogo «di libero pensiero nel quale i migliori e i più brillanti dell'accademia possono togliersi i guanti senza timroe e dondolarsi con abbandono su entrambi i lati del sempre più prevedibile divario politico»;
- 2012: menzioni speciali ai premi dell'Education Writers Association (EWA) per i reporter Jack Stripling e Tom Bartlett per l'inchiesta in sette puntate intitolata College for a Few; menzione speciale anche per il reporter Wolverton per l'inchiesta Investigating College Athletics[15];
- 2018: menzione di Bartlett e agli Education Journalism Awards dello United Kingdom's Chartered Institute for Public Relations nella categoria delle eccellenze del giornalismo per l'istruzione superiore.[16]